# 1738
Cette page concerne l'année 1738  du calendrier grégorien.
L'année 1738 est une année commune qui commence un mercredi.

## Événements
- 7 janvier : traité de Duraha entre Nizam-ul-Mulk et le Peshwâ. Les Marathes obtiennent le Mâlwa et la reconnaissance de leur suzeraineté[1].

- 23 mars : Nâdir Shâh conquiert Kandahar[2].

- 11 juin : Nâdir Shâh prend Ghazni[2].
- 30 juin : Nâdir Shâh prend Kaboul et rétablit l’autorité iranienne sur la quasi-totalité du territoire afghan[2]. Il vassalise l’Iran, l’Afghanistan, le khanat de Khiva (1738-1740).

- 17 septembre : Nâdir Shâh prend Djalalabad[2].
- 23 septembre : naufrage du Princess Augusta au large de l'île américaine de Block Island près de New York[3].
- 26 septembre : Saint-Denis devient chef-lieu de l'île Bourbon au détriment de Saint-Paul[4].

- Décembre : Nâdir Shâh entre en Inde par la passe de Khyber vers Peshawar, qu'il quitte le 27[2]. En janvier 1739 il prend Lahore[5].

- Siège d'Abomey par les Yorubas[6]. Le royaume d’Abomey paye tribut à l'Empire d'Oyo[7].

### Europe

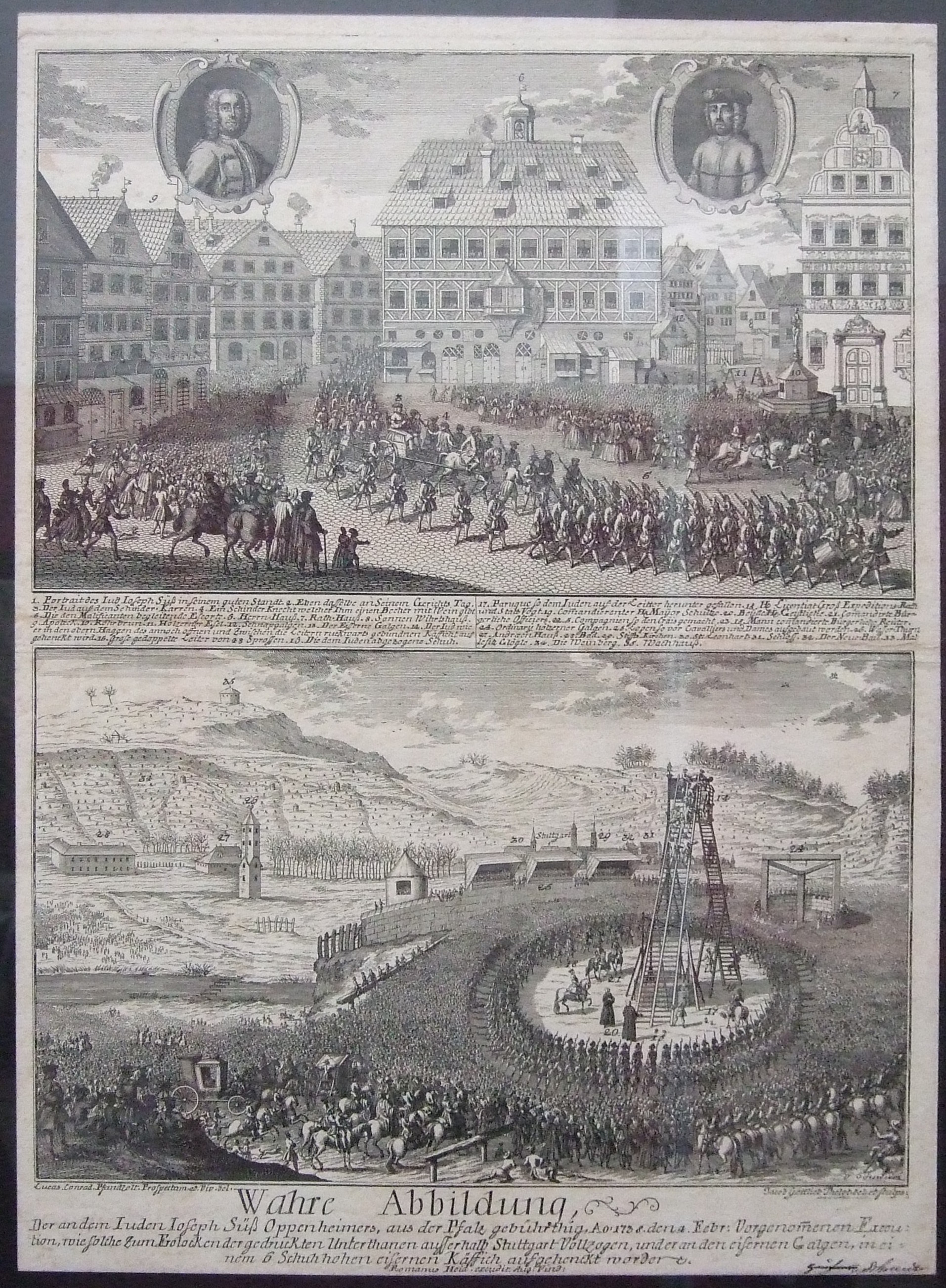
4 février : exécution de Joseph Süss Oppenheimer

- 4 février : le financier Joseph Süss Oppenheimer (Le Juif Süss) est exécuté à Wurtemberg[8].
- 5 février : intervention française du comte de Boissieux en Corse à l'appel de la république de Gênes[9] (fin en 1741). Le marquis de Maillebois le remplace en février 1739.

- 28 avril : bulle  In eminenti apostolatus specula  ; le pape excommunie la franc-maçonnerie[10].

- 10 mai : Charles VII (Charles V de Sicile) reçoit l’investiture du pape comme roi de Naples[11].

- 24 mai, à 20 h 45 : John Wesley (1703-1791) a une illumination intérieure (light within) qui lui donne l’assurance du salut. Il organise de vastes rassemblements en plein air pour sa prédication méthodiste. Il entre en relation avec les Frères Moraves[12].
- 28 mai : victoire des Ottomans sur le duc de Lorraine[13].
- 19 juin : Charles V, roi des Deux-Siciles, épouse Marie-Amélie de Saxe[14].
- 3 juillet : création de l'ordre de Saint-Janvier par le roi Charles VII de Naples[11].
- 4 juillet : victoire des impériaux de Königsegg sur les Turcs de Yegen Mehmed Pasha à Kornya, près de Mehadia, dans le județ de Caraș-Severin en Transylvanie, à laquelle participe le duc François III de Lorraine. Ils perdent beaucoup d'hommes[15].
- 26 juillet : le Generalfeldmarschall Seckendorff entre en Serbie et prend Niš[16].

- 8 août, guerre russo-turque : les armées russes sont mises en échec par les Tatars de Crimée sur le Dniestr[15]. À la fin du mois, la Crimée est évacuée par les troupes russes, décimées par la maladie[17]. La peste atteint la Russie.
- 17 août : les Turcs prennent Orșova aux Impériaux[13].

- 15 septembre : cadastre de la Savoie[18].
- Septembre : le prince Antioche Cantemir est à Paris comme ministre plénipotentiaire. Il est reçu par le roi en janvier 1739[19]. Reprise des relations franco-russes.

- 8 octobre : au Portugal, Sebastião José de Carvalho e Melo, nommé ambassadeur à Londres (1738-1744), part pour la Grande-Bretagne[20]. Il est ensuite nommé ambassadeur à Vienne (1744-1749).
- 28 octobre : Seckendorff, à la suite des déboires des Autrichiens contre les Turcs en Serbie, est obligé de se replier au-delà de la Save ; rappelé, il est traduit devant un conseil de guerre et emprisonné à Graz à cause de son échec[21].
- 18 novembre : troisième traité de Vienne[22]. Stanislas Leszczynski renonce à la couronne polonaise au profit d’Auguste III de Pologne et reçoit les duchés de Bar et de Lorraine à titre viager (fin en 1766). François-Étienne de Lorraine renonce au duché de Lorraine pour la Toscane et de fortes indemnités versées par la France. Don Carlos, fils de Philippe V d'Espagne et d’Élisabeth Farnèse, qui renonce à l’expectative du duché de Toscane cédé au duc de Lorraine et au duché de Parme cédé à l’empereur d'Autriche, obtient Naples et la Sicile. La France adhère à la Pragmatique Sanction. Fin de la Guerre de Succession de Pologne. La Pologne est évacuée par les troupes russes et saxonnes.
- 24 novembre-11 décembre : conférences de Dolmabaghdjé[15], près de Beşiktaş, pour négocier la paix entre l'empereur germanique Charles VI, la Russie en guerre contre la Turquie sous la médiation du marquis de Villeneuve, ambassadeur de France[23].
- 13 décembre : vêpres corses. Défaite des troupes françaises contre l'insurrection corse à Borgo. La France envoie des renforts commandés par le marquis de Maillebois (1740)[24].
- 18 décembre, Suède : Arvid Horn, chef du parti des « Bonnets », est chassé du pouvoir par les « Chapeaux », francophiles et désirant reprendre la politique belliqueuse de Charles XII de Suède[25].

- Apparition en Russie d’un faux tsarévitch Alexis Pétrovitch, qui est pris et empalé[26].

- Patente aggravant le poids de la corvée en Bohême relançant l’agitation dans les campagnes[27].

## Naissances en 1738
- 15 mars : Jean-Baptiste Le Paon, peintre français († 27 mai 1785).

- 17 avril : Philip Hayes, organiste et compositeur anglais († 19 mars 1797).

- 4 juin : George III, roi de Grande-Bretagne puis du Royaume-Uni († 29 janvier 1820).
- 22 juin : Jacques Delille, homme d'église, poète, académicien français (élu en 1774) († 2 mai 1813).
- 29 juin : Philippe Henri Coclers van Wyck, peintre actif à Liège, à Rome, en Hollande et à Paris († 1804).

- 3 juillet : John Singleton Copley, peintre américain († 9 septembre 1815).
- 7 juillet : César-Guillaume de La Luzerne, cardinal français, évêque de Langres († 21 juin 1821).

- 1er août : Jacques François Dugommier, militaire français († 17 novembre 1794).
- 10 août : Michel-Amable Berthelot Dartigny, avocat, juge, notaire et homme politique canadien († 10 mai 1815).

- 3 octobre : Jacques Gamelin, peintre français († 22 octobre 1803).
- 5 octobre : Nicolas Jadelot, médecin français, professeur d'anatomie et de physiologie à l'Université de Nancy († 25 juin 1793).
- 10 octobre : Benjamin West, premier peintre né en Amérique qui obtient une renommée artistique internationale († 11 mars 1820).

- 15 novembre : William Herschel, astronome britannique († 25 août 1822).
- 25 novembre : Thomas Abbt, mathématicien, philosophe et écrivain allemand († 3 novembre 1766).
- 29 novembre : Jean-Jacques Le Barbier, écrivain, illustrateur et peintre d’histoire français († 7 mai 1826).

- Date précise inconnue :
  - Francesco Maggiotto, peintre italien († 13 septembre 1805).
  - Lobsang Palden Yeshe, le sixième panchen-lama († 1780).
  - Dimitrije Popović, peintre serbe († 1796).

## Décès en 1738
- 17 janvier : Jean-François Dandrieu, musicien, organiste, claveciniste et compositeur français (° 1682).
- 27 janvier : Alessandro Marchesini, peintre, graveur à l'eau-forte du baroque tardif et du rococo, marchand d'art et prospecteur italien (° 30 avril 1663).
- 27 février : Ranieri del Pace, peintre baroque italien de l'école florentine (° 7 mai 1681).
- 15 juillet : Baruch Leibov, commerçant juif qui périt sur le bûcher de Saint-Pétersbourg
- 23 septembre : Hermann Boerhaave, médecin, botaniste et humaniste néerlandais (° 31 décembre 1668).
- 5 octobre : Antonio Amorosi, peintre italien du baroque tardif (rococo) (° 1660).
- 29 octobre : Giovanni Battista Cassana, peintre baroque italien (° 1668).
- 2 décembre : Carlo Antonio Tavella, peintre baroque italien (° 1668).
- Date précise inconnue : Bernardino Fergioni, peintre italien (° 2 janvier 1674).